# Sint-Niklaaskerk (Gent)
De Sint-Niklaaskerk is een kerk in de Belgische stad Gent, aan de Korenmarkt. Het kerkgebouw is gewijd aan Nicolaas van Myra en een goed voorbeeld van de Scheldegotiek. Uniek is de vieringtoren, meer specifiek een lantaarntoren, die het transept verlicht en, voor de Lage Landen, de luchtbogen van het hoofdkoor. De toren heeft een hoogte van 76 meter.

## Bouwgeschiedenis

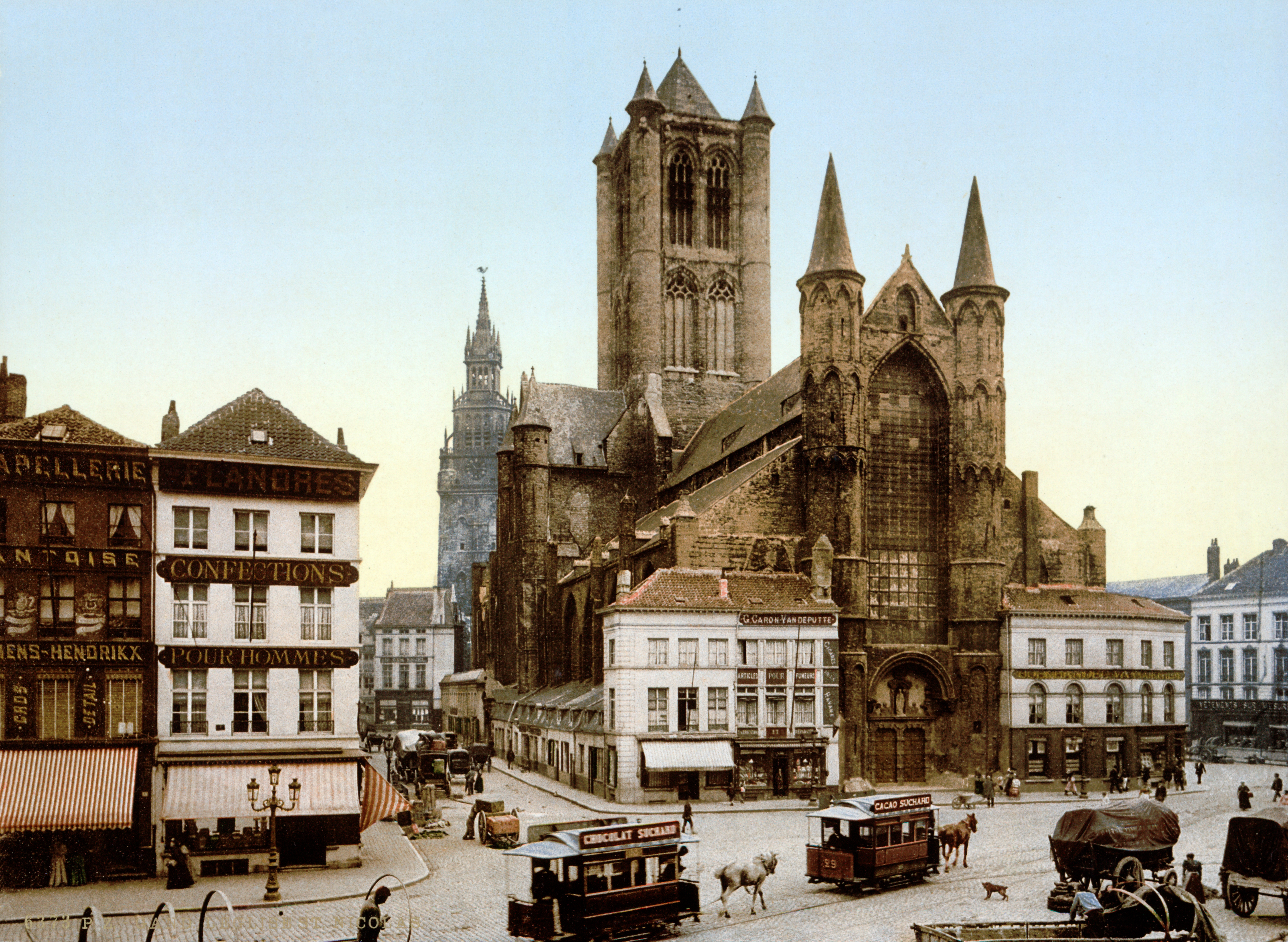
Sint-Niklaaskerk ca. 1890-1900

Oorspronkelijk stond hier een romaanse kerk uit omstreeks 1100. Het bouwen van deze kerk was een initiatief van de Sint-Pietersabdij. De Sint-Baafsabdij besloot daarop tot het bouwen van de Sint-Michielskerk op de rechteroever van de Leie. Een eerste gebouw brandde af in 1120, een tweede werd na 1200 afgebroken.
Vanaf de 13e eeuw werd de Sint-Niklaaskerk in stukjes verder opgebouwd en verbouwd. Het stapelrecht van graan dat Gent voor Vlaanderen had verworven was het financieel fundament hiervoor. Haar toewijding aan Nicolaas van Myra, patroonheilige van de schippers, bakkers en handelaren (meerseniers) is symbolisch.
In de late middeleeuwen werden de zijkapellen toegevoegd en werd de oorspronkelijk vlakke koorafsluiting vervangen door laatgotische kranskapellen. De toren had oorspronkelijk een veel hogere spits, die bijdroeg tot de opvallende hoogtestreving van het gebouw.
Vanaf de 16e eeuw wordt de geschiedenis van de kerk bepaald door verwaarlozing, aftakeling en verminking.
Na eerdere restauraties in 1912-1913 en 1939-1943 kwam het echte keerpunt pas in 1960 toen men besloot de kerk te sluiten en over te gaan tot een grondige en nauwgezette restauratie. De eerste opening kwam er pas in 1992 toen de toren, de dwarsbeuk en het koor werden heropend. Op 27 november 2010 ging ook het schip opnieuw open voor het publiek. Nu moeten de zuidelijke zijbeuk (kant Cataloniëstraat) en het orgel nog een opknapbeurt krijgen. De voltooiing van de werken is voorzien voor 2022.
De Vrienden van de Sint-Niklaaskerk, een vereniging die in 1936 ontstond (onder impuls van Gustave Magnel), was een drijvende kracht achter het behoud van de kerk. Ook de werken van de Gentse kunstenaar Jules De Bruycker hielden de aandacht voor deze kerk levendig.

## Kenmerken
Typische kenmerken van de Scheldegotiek in de Sint-Niklaaskerk zijn:
- De bouwsteen is Doornikse kalksteen
- De vieringtoren (op de kruising van hoofd- en zijbeuk), in plaats van boven de ingang aan de westkant
- Het gebruik van zgn. flankeertorentjes aan de eindgevels, om stabiliteitsredenen
- De zuilen aan de binnenkant, bekroond met knopkapitelen (gehouwen uit Doornikse steen, die moeilijk bewerkbaar is)

## Galerij

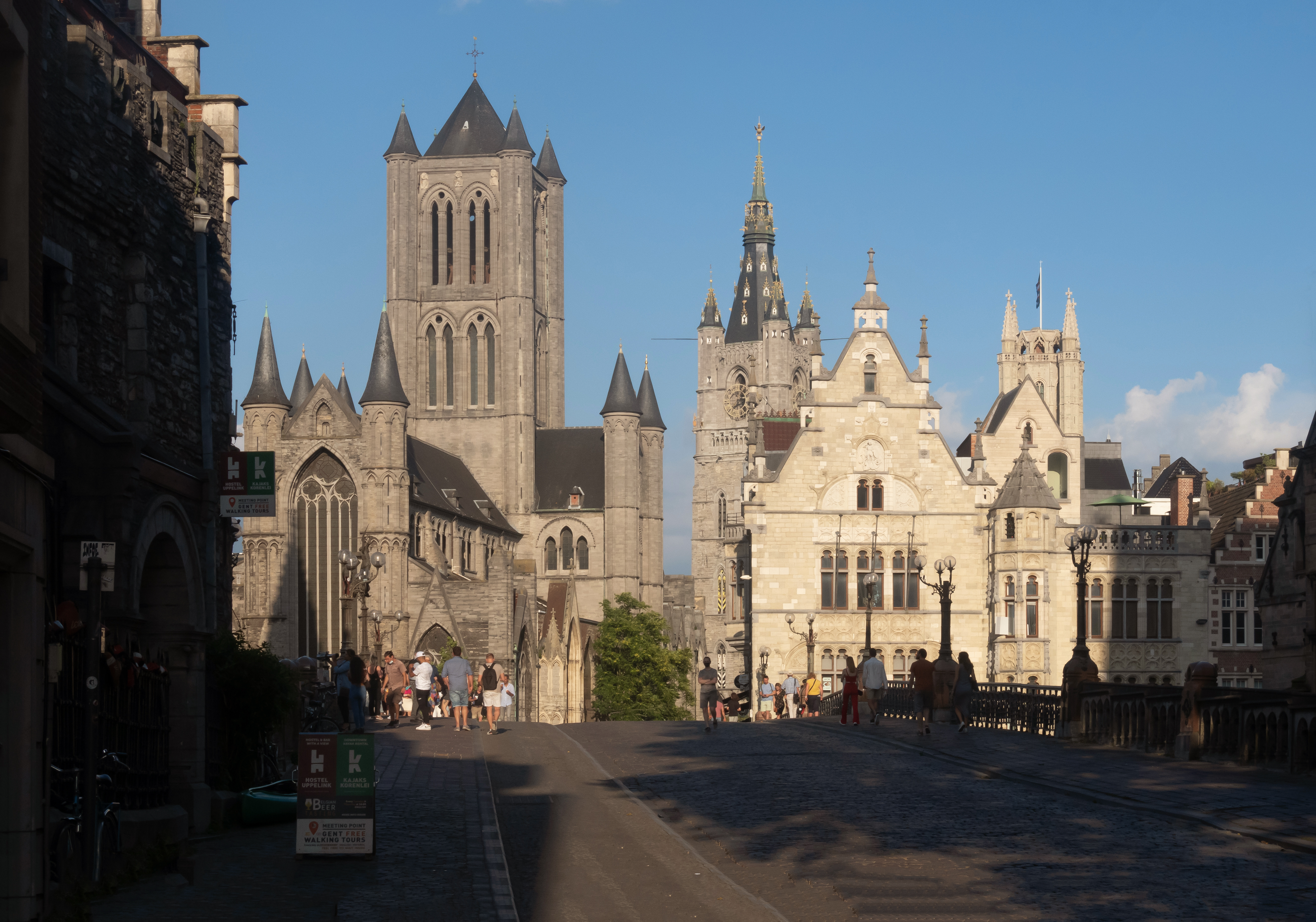
Sint-Niklaaskerk en omgeving
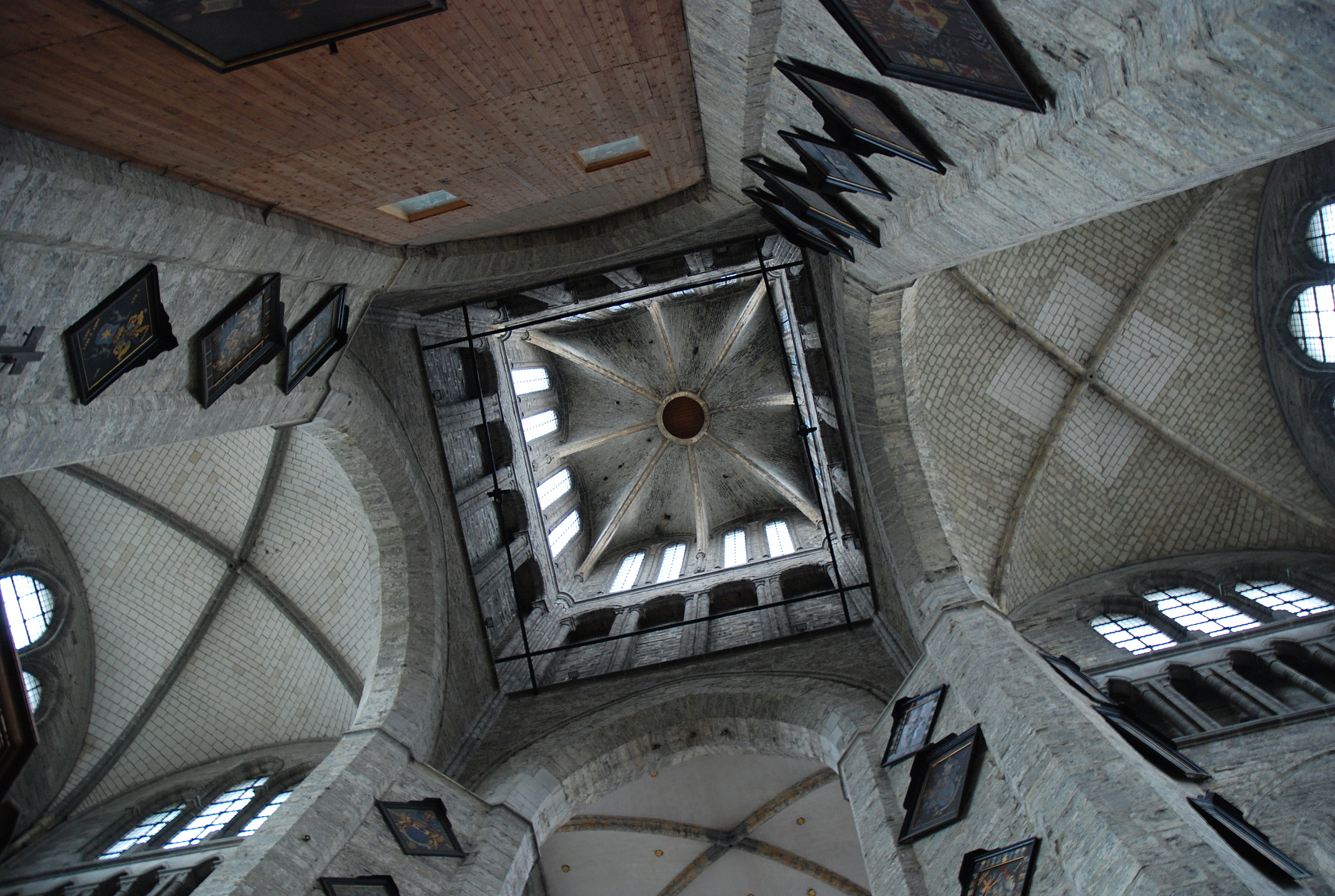
De lantaarntoren
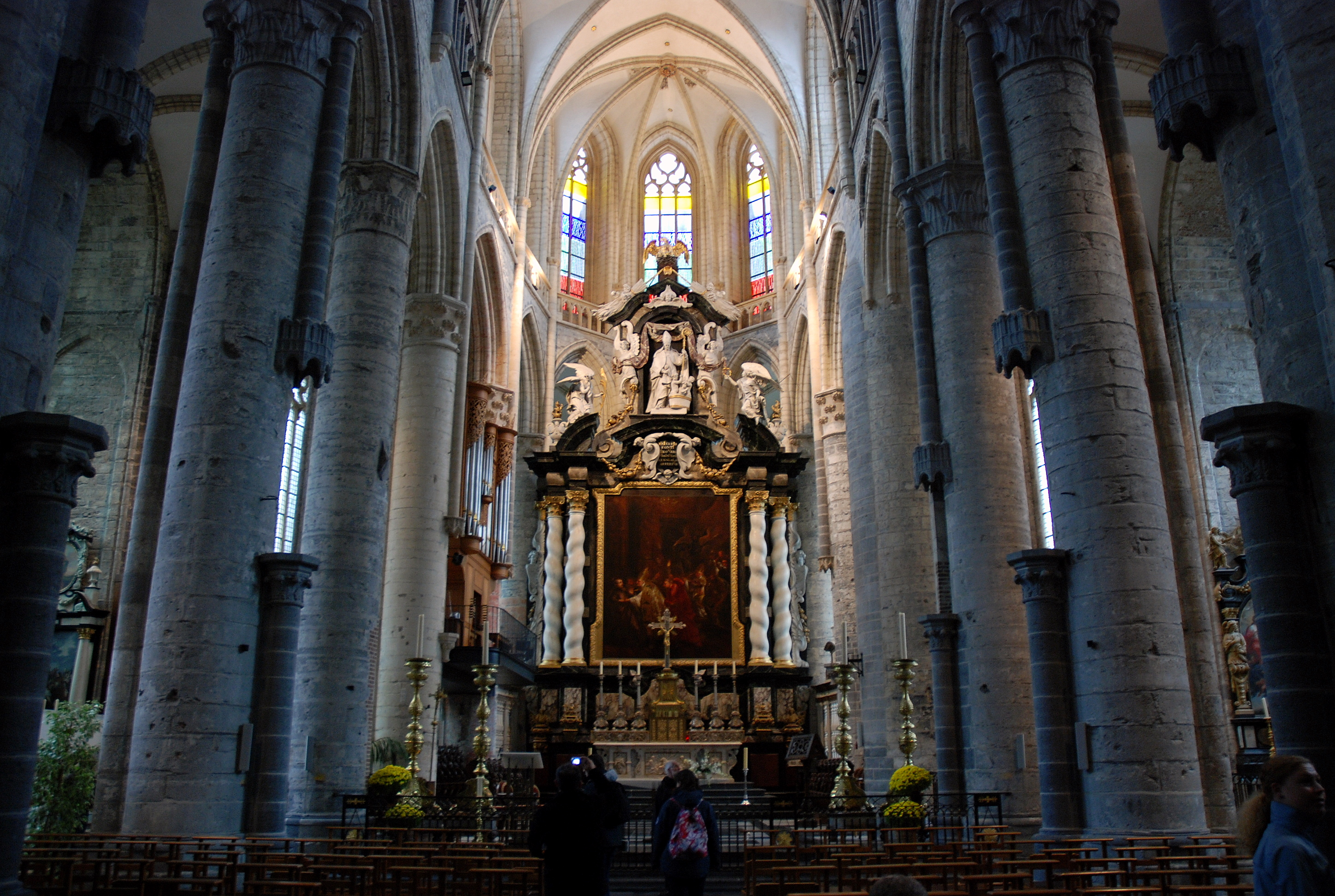
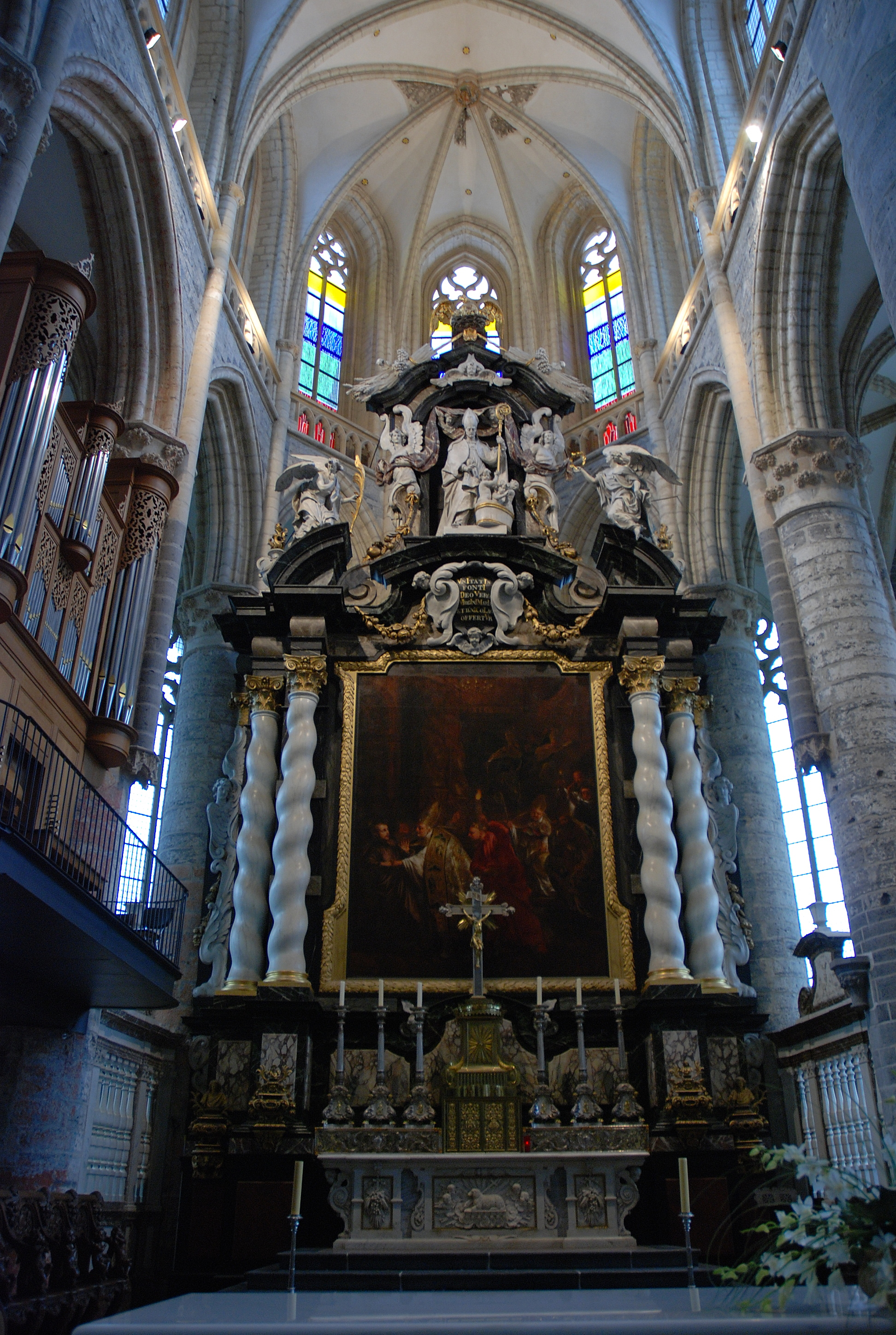
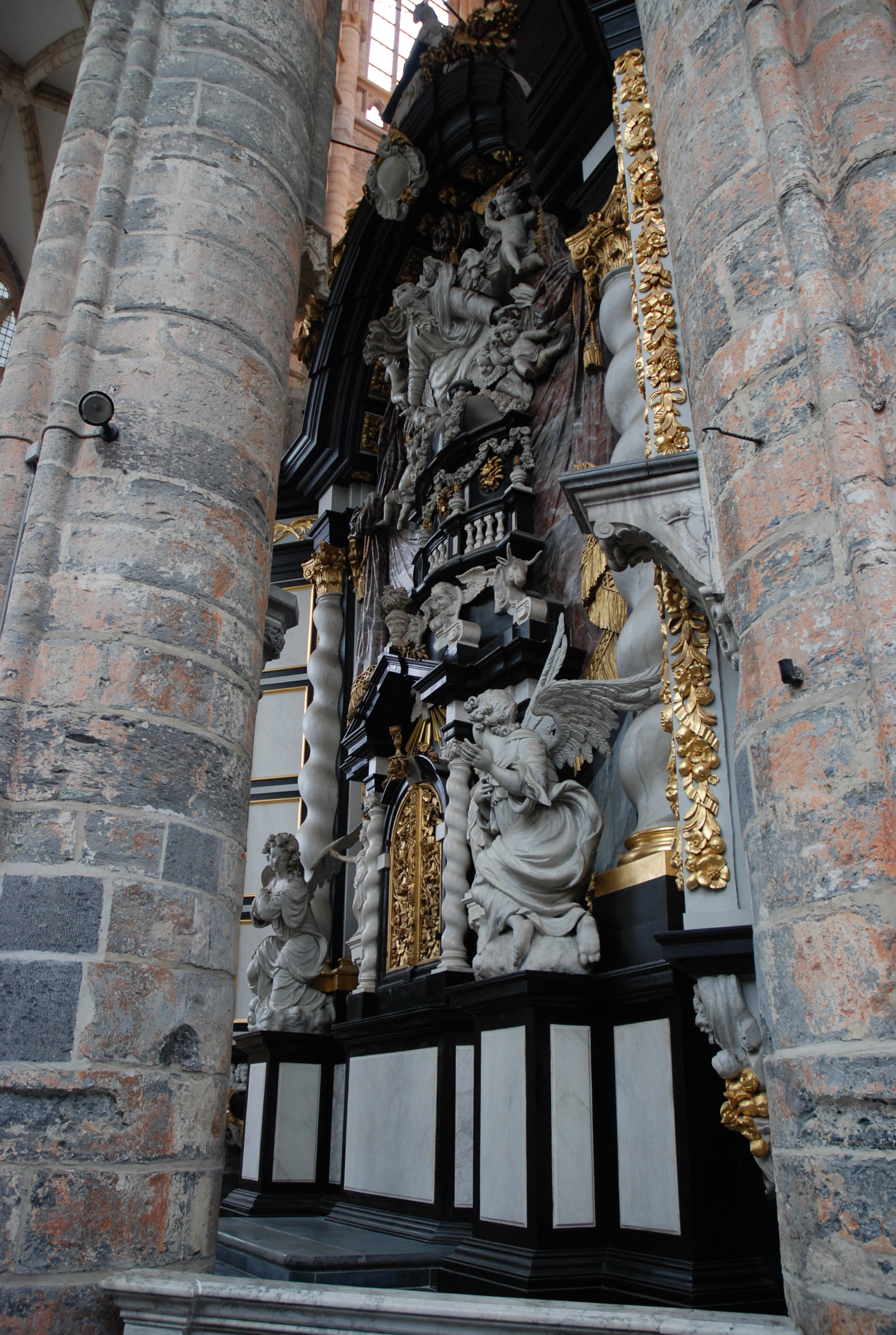
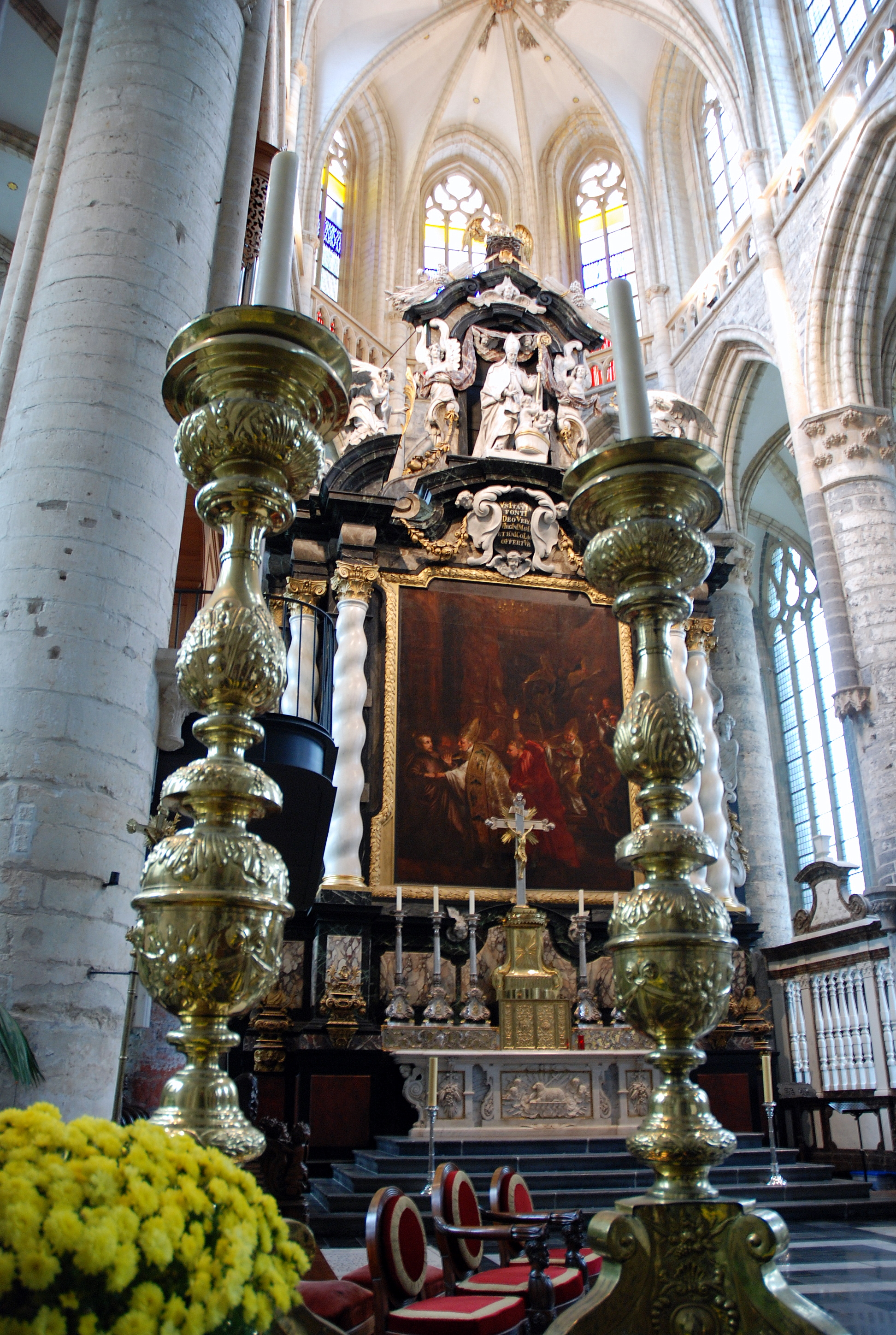
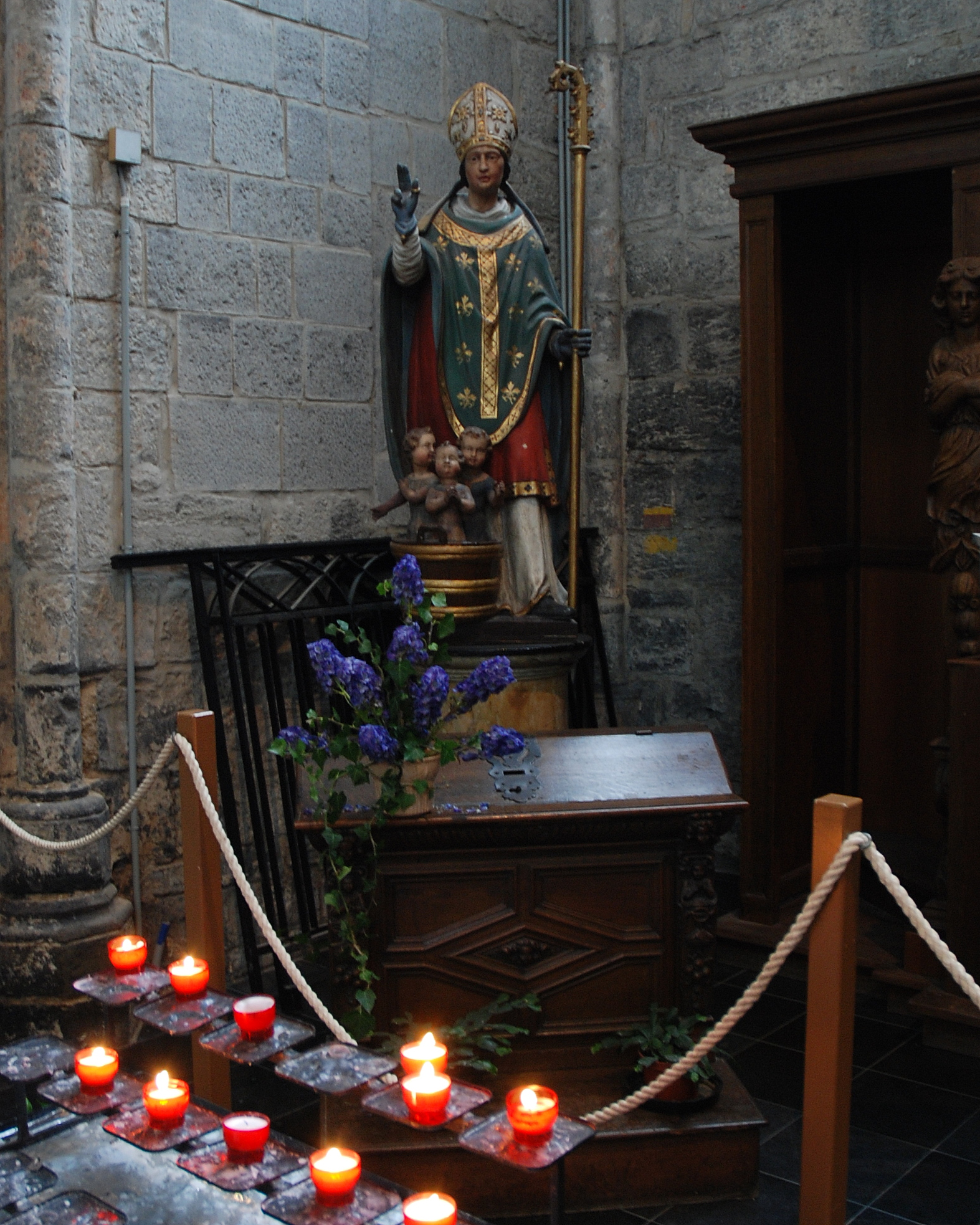
Sint-Nicolaas
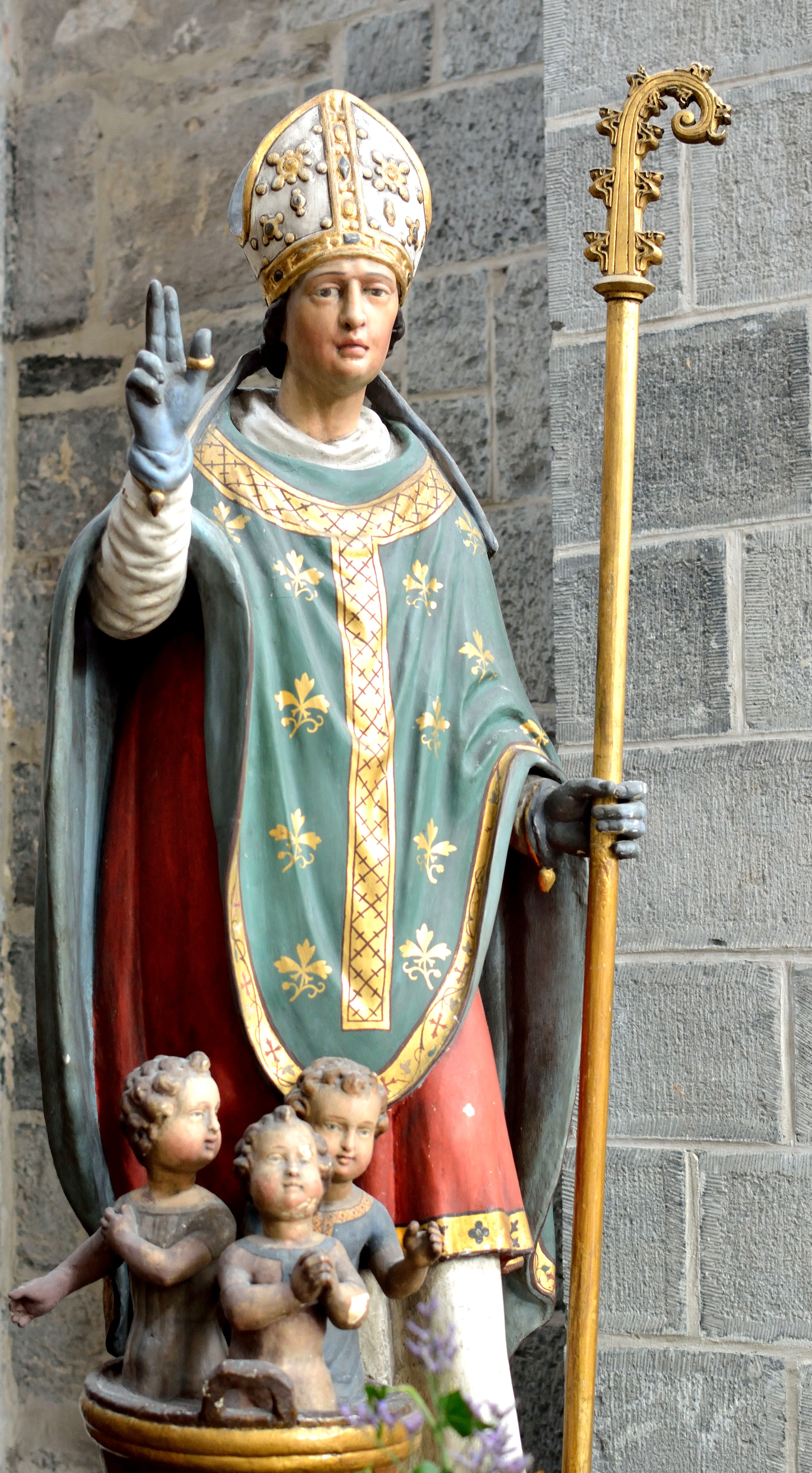
Sint-Nicolaas
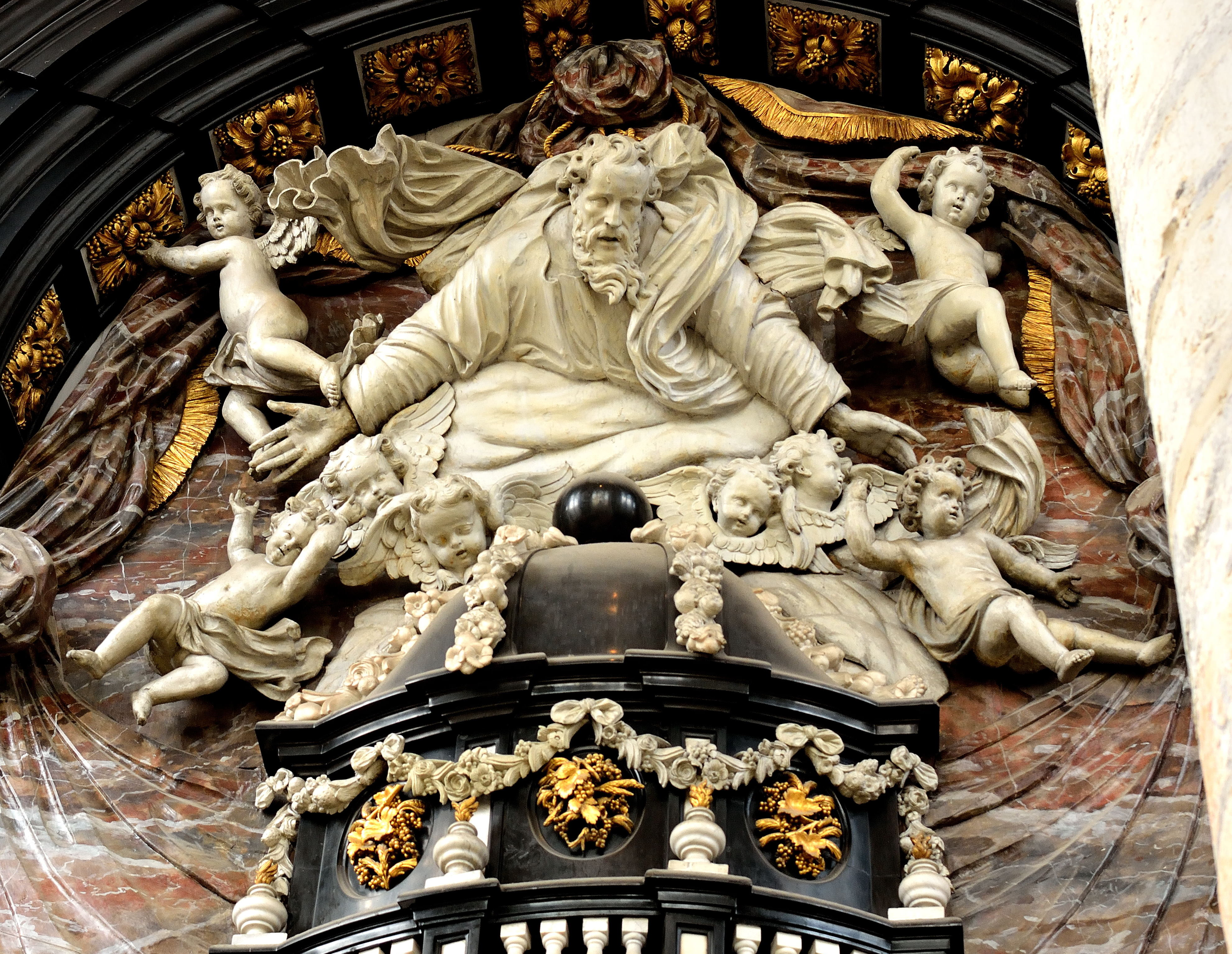
God de Vader
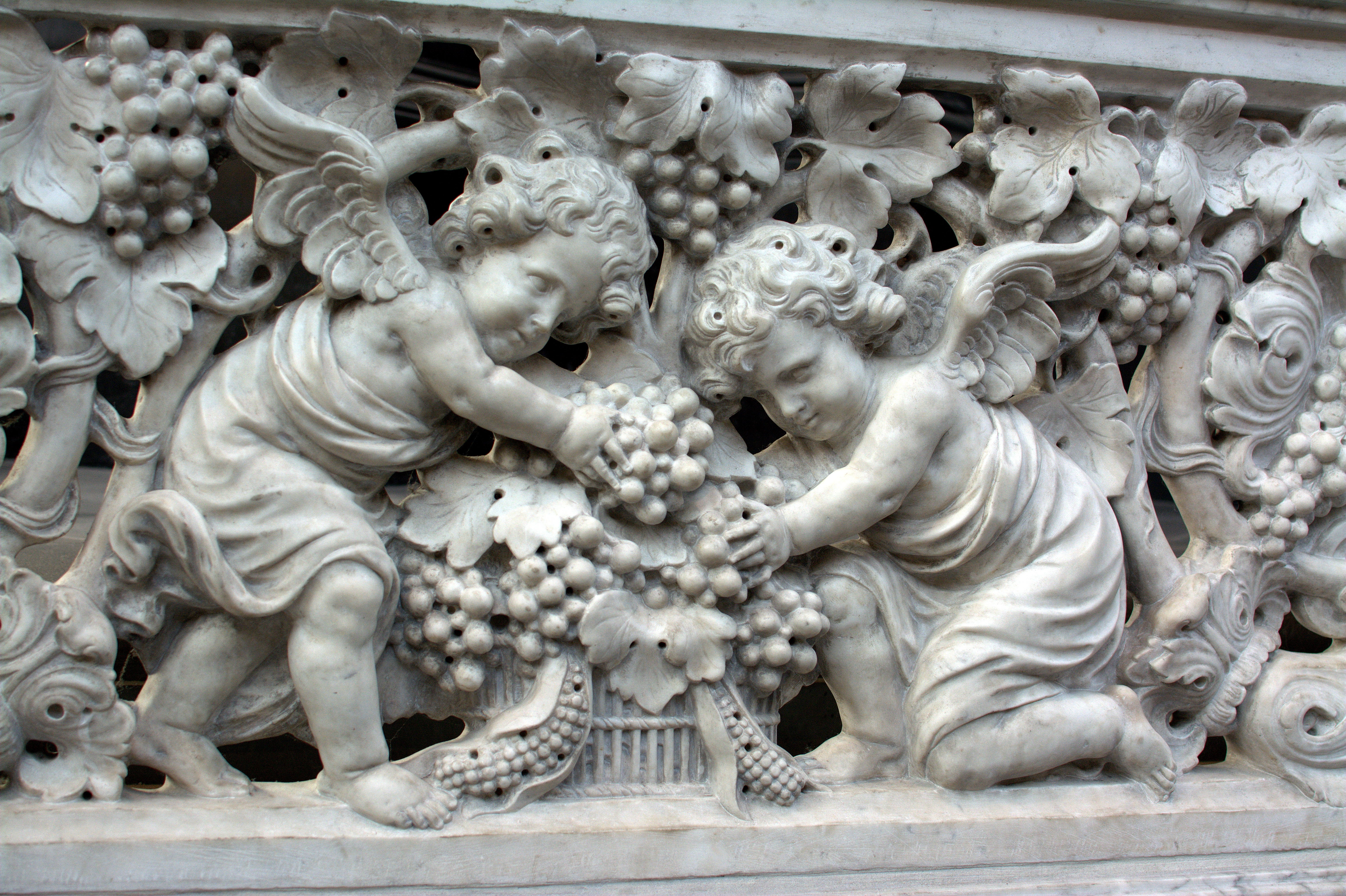
Engeltjes
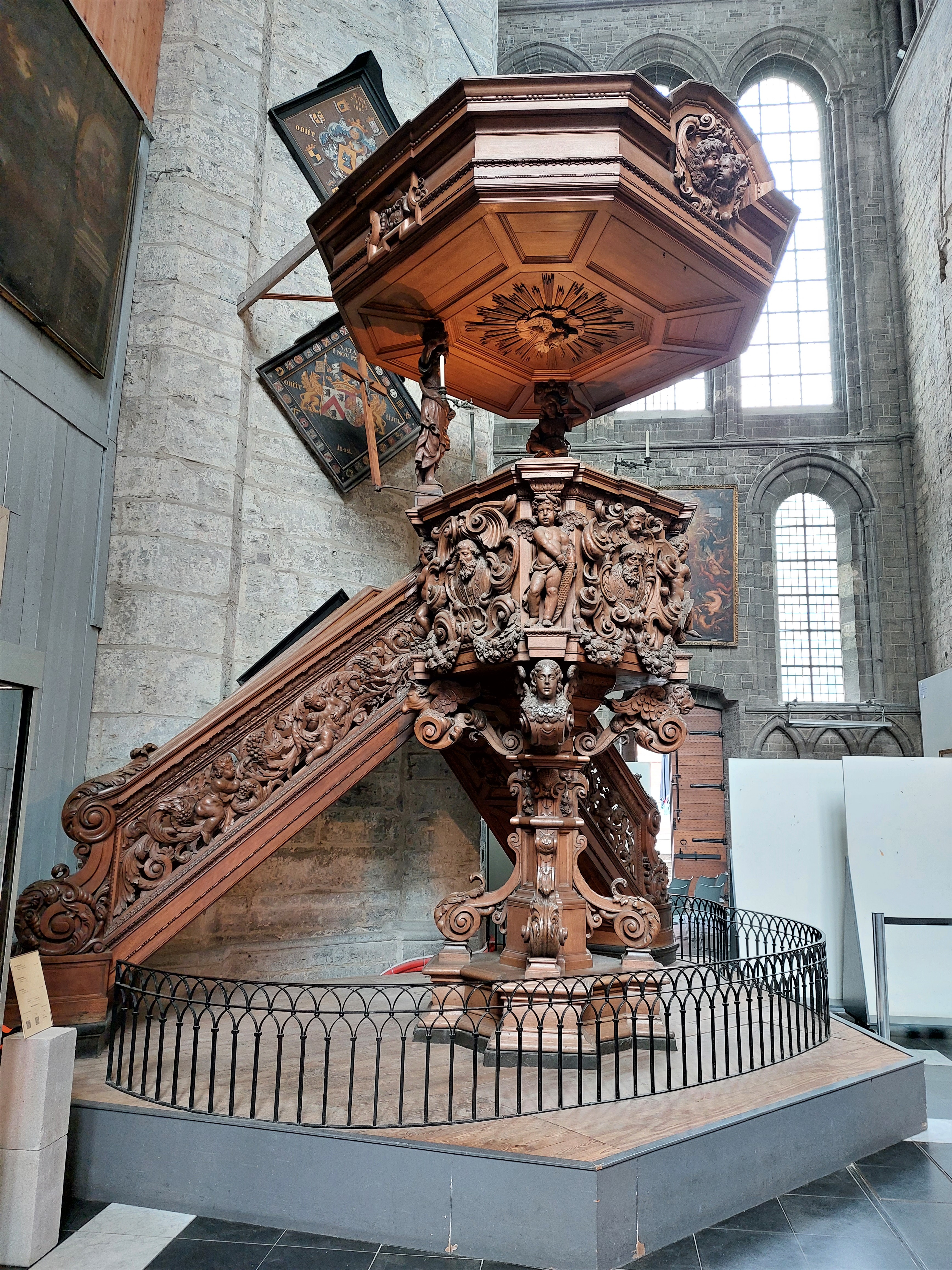
Preekstoel